# Thy Majestie
Thy Majestie (на български: Ваше величество) е италианска симфонична пауър метъл група. Основната разлика от него и повечето други групи е наличието в дискографията на Thy Majestie на два пълноценни военно-исторически концептуални албума (Hastings 1066 и Jeanne d'Arc).

## История

### Основаване, първи концептуални версии
Групата е основана през 1998 г. от кийбордиста Джузепе Бонди и барабаниста Клаудио Диприма, бивш член на глем рок групата Squeezy Boyz (известна също като Cherry Bombz), и първоначално се нарича Thy Majesty. По-късно към тях се присъединяват Маурицио Малта и Джовани Сантини на китара, Мичел Кристофало на бас и Дарио Грило на вокали (последният също от Squeezy Boyz). Първоначално групата се занимава с изпълнение на кавър версии на чужди композиции, но по-късно преминава към собствения си репертоар и през март 1998 г. записва демо касета с три песни Sword, Crown и Shields. Записът се оказва доста посредствен, тъй като спалнята на барабаниста Клаудио Диприма е адаптирана за студио.
Година по-късно групата издава пълнометражен демо албум, Perpetual Glory, с новия член Дарио Д'Алесандро (бивш от Dragon's Breath) като басист. Материалът представлява интерес за Scarlet Records, които през 2000 г. издават концептуален албум, The Lasting Power, лирично базиран на книгата на Тери Брук „Brooks The Sword of Shannara“. Въпреки лошата продукция, албумът получава добри отзиви. Групата обаче решава да промени темата на песните. През 2001 г., в желанието си да заинтересува издаващия лейбъл и да привлече възможно най-много ресурси, групата първо записва 1066 на демо касета, а след това, след като се уверява, че необходимата финансова подкрепа от лейбъла Scarlet Records през 2002 г. издава концептуален албум на историческа тема Hastings 1066 за битката при Хейстингс. Музикално изданието е в посока симфоничен пауър метъл с лек наклон към прогресив метъл.

### Dawn, раздяла с военно-историческата тематика
Въпреки това албумът Dawn, издаден през 2008 г., се отдалечава от военно-историческата тема. Издаден на новия лейбъл Dark Balance Records, той е малко по-нисък от предишните два албума на групата, по-скоро стои наравно с нейните ранни творби и по стил напомня повече на не най-добрите композиции на Stratovarius и Revolution Renaissance.
През 2003 г. солистът Дарио Грило напуска групата и основава собствен проект Platens (дебютният албум е Between Two Horizons).

## Участници

### Настоящи
- Джузепе Гаруба – клавир (април 2009 –)
- Дарио Д'Алесандро – бас (1999 –)
- Клаудио Диприма – барабани (1998 –)
- Симон Кампионе – китара (април 2007 –)
- Алесио Таормина – Вокали (2010 –)

### Бивши
- Дарио Кашио – вокали (2008 – 2010)
- Габриеле Грили – вокали (2003 – 2004)
- Джулио Ди Грегорио – вокали (2004 – май 2006)
- Мат Ауб – вокали (май–септември 2006)
- Джовани Сантини – китара (1998 – април 2007)
- Дарио Грило – вокали (1998 – 2003; септември 2006 – април 2007)
- Джузепе Бонди – клавир (1998 – 2007)
- Маурицио Малта – китара (1998 – 2008)
- Валерио Касторино – клавир (ноември 2008)

## Дискография

### Албуми
| Название          | Година на издаване |
| ----------------- | ------------------ |
| The Lasting Power | 2000               |
| Hastings 1066     | 2002               |
| Jeanne D'Arc      | 2005               |
| Dawn              | 2008               |
| ShiHuangDi        | 2012               |

### Сингли, демо, ЕП
| Название                 | Година на издаване |
| ------------------------ | ------------------ |
| Sword, Crown and Shields | (демо, 1998)       |
| Perpetual Glory          | (демо, 1999)       |
| 1066                     | (демо, 2001)       |
| Echoes Of War            | (EP, 2003)         |